# Anschlag von Be’er Scheva 2022
Der Anschlag von Beʾer Scheva ereignete sich am 22. März 2022 in der Großstadt Beʾer Scheva in Israels Südbezirk. Ein arabischer Israeli verübte einen Fahrzeugramm- und Messerangriff im Bereich eines Einkaufszentrums und tötete dabei vier Menschen, zwei weitere wurden verletzt, ehe der Angreifer erschossen wurde. Es handelte sich um den opferreichsten Angriff auf Zivilisten in Israel seit dem Terroranschlag in Tel Aviv am 8. Juni 2016.

## Ablauf
Nach Angaben der Polizei erstach der Angreifer zunächst eine 43-jährige Frau an einer Tankstelle in der Südstadt. Auf einem Überwachungsvideo des Vorfalls war zu sehen, wie der Angreifer hinter ihr herrannte und mehrmals auf sie einstach, selbst nachdem sie zu Boden gefallen war. Die Frau, eine Mutter von drei Kindern, erlag noch am Tatort ihren Verletzungen. Der Angreifer stieg im Anschluss in sein Auto und rammte damit einen 48-jährigen Radfahrer und Vater von vier Kindern, der später im örtlichen Krankenhaus Universitäres Medizinisches Zentrum Soroka (hebräisch סוֹרוֹקָה - מֶרְכַּז רְפוּאִי אוּנִיבֶרְסִיטָאִי Soroka – Merkaz Rəfūʾī Ūnīverssīṭaʾī, deutsch ‚Soroka – Universitäres Medizinisches Zentrum‘) seinen Verletzungen erlag. Danach verließ der Täter mit einem Messer sein Fahrzeug und stach auf mehrere Menschen im Bereich des BIG-Modezentrums (Teil der Einkaufspassage Mivneh, ehemals ONE) ein, wobei eine 49-jährige Frau und Mutter von drei Kindern, sowie ein 67-jähriger Mann getötet wurden. Zwei weitere Menschen wurden verletzt. Vor dem Einkaufszentrum wurde der Angreifer schließlich von zwei bewaffneten Zivilisten gestellt und erschossen, nachdem er sich nicht ergeben wollte und einen der Männer angegriffen hatte. Laut dem Polizeichef Jaʿaqov Schabtai habe der gesamte Tatablauf nur rund acht Minuten gedauert.

## Täter
Bei dem Angreifer handelte es sich um einen 34-jährigen arabischen Israeli und ehemaligen Lehrer aus der Beduinenstadt Hura. Dieser verbüßte von 2016 bis 2019 eine Haftstrafe wegen Verbindungen zur Terrorgruppe Islamischer Staat und des Versuchs, Menschen für die Dschihadistengruppe zu rekrutieren. Zudem soll er geplant haben, sich dem IS in Syrien anzuschließen. Bereits 2015 war er wegen Unterstützung des IS angeklagt worden. Bei seiner Urteilsverkündung hatte er angegeben, dass er seine Taten bereue und zu seiner Familie zurückkehren wolle.

## Reaktionen
Verurteilungen des Anschlags und Beileidsbekundungen für die Hinterbliebenen der Opfer folgten unter anderem vom israelischen Ministerpräsidenten Naftali Bennett, Verteidigungsminister Benny Gantz, Sicherheitsminister Omer Bar-Lev, Innenministerin Ajelet Schaked, Arbeitsministerin Merav Michaeli, Justizminister Gidʿon Saʿar, Außenminister Jaʾir Lapid und Oppositionsführer Benjamin Netanjahu. Der Anschlag wurde auch von sämtlichen Arabisch-israelischen Parteien, darunter der islamistischen Ra'am und der oppositionellen Vereinten Liste verurteilt. Weitere Verurteilungen kamen unter anderem vom Sprecher des US-Außenministeriums, Ned Price, dem US-Botschafter in Israel, Tom Nides, dem Nationalen Sicherheitsrat der USA, der britischen Außenministerin Liz Truss und dem UN-Sonderkoordinator für den Nahost-Friedensprozess, Tor Wennesland. Die Hamas-Terrorgruppe hingegen lobte den Angriff als „heroische Operation im besetzten Beʾer Scheva“. Im offiziellen Fernsehen der Palästinensischen Autonomiebehörde wurde ein Bild des Angreifers veröffentlicht und dieser dabei als „Märtyrer“ bezeichnet.